# Гарбург (Баварія)
Гарбург (нім. Harburg) — місто в Німеччині, знаходиться в землі Баварія. Підпорядковується адміністративному округу Швабія. Входить до складу району Донау-Ріс.
Площа — 73,17 км2. Населення становить 5575 ос. (станом на 31 грудня 2020).